# Nochowszczyzna
Nochowszczyzna (biał. Нохаўшчына; ros. Ноховщина) – chutor na Białorusi, w obwodzie witebskim, w rejonie postawskim, w sielsowiecie Komaje.

## Historia
W czasach zaborów w gminie Komaje, w powiecie święciańskim Imperium Rosyjskiego. W 1866 roku wymieniono dwa zaścianki. Pierwszy miał 25 mieszkańców w 3 domach; drugi 7 mieszkańców w 2 domach. W 1905 roku istniał zaścianek i osada młyńska. Zaścianek liczył 3 mieszkańców, 37 dziesięcin, osada liczyła 1 mieszkańca. Miejscowości należały do Romera.
W dwudziestoleciu międzywojennym zaścianek leżał w Polsce, w województwie wileńskim, w powiecie postawskim, w gminie Kobylnik, a następnie w powiecie święciańskim, w gminie Komaje.
W 1931 w 2 domach zamieszkiwało 9 osób.
Miejscowość należała do parafii prawosławnej w Kobylniku. Podlegała pod Sąd Grodzki w Hoduciszkach i Okręgowy w Wilnie; właściwy urząd pocztowy mieścił się w Kobylniku.
W wyniku napaści ZSRR na Polskę we wrześniu 1939 miejscowość znalazła się pod okupacją sowiecką. 2 listopada została włączona do Białoruskiej SRR. Od czerwca 1941 roku pod okupacją niemiecką. W 1944 miejscowość została ponownie zajęta przez wojska sowieckie i włączona do Białoruskiej SRR.